# Donald Ewen Cameron
Donald Ewen Cameron (24 de diciembre de 1901 - 8 de septiembre de 1967) fue un psiquiatra escocés-estadounidense, principalmente conocido por su participación en el Proyecto MKULTRA de la Agencia Central de Inteligencia (CIA).

## Primeros años
Cameron nació en Bridge of Allan, Escocia. Se graduó en la Universidad de Glasgow en 1924.
En 1926, comenzó a trabajar como asistente médico en el Hospital Real Psiquiátrico de Glasgow.
En 1929, se mudó a Canadá para trabajar en el Hospital Mental de Brandon.
En 1933, contrajo matrimonio con Jean Rankine, una destacada tenista y profesora de matemáticas en Glasgow. Tuvieron cuatro hijos.
En 1936, se trasladó a Estados Unidos y asumió el cargo de Director de Investigación del Hospital Estatal de Worcester, en Massachusetts.
En 1938, fue nombrado profesor de neurología y psiquiatría en la Escuela de Medicina del Estado de Albany, Nueva York. Allí, realizó investigaciones sobre privación sensorial y memoria.

## Segunda Guerra Mundial y Posguerra
Durante la Segunda Guerra Mundial, Cameron colaboró con la Oficina de Servicios Estratégicos (OSS), precursora de la CIA.
En 1943, se trasladó a Canadá para fundar el departamento de psiquiatría de la Universidad McGill en Montreal y dirigir el Allan Memorial Institute.
Tras la guerra, continuó su trabajo con la OSS.
En 1945, Allen Dulles, futuro director de la CIA, lo envió a Alemania para evaluar a Rudolf Hess, con el objetivo de determinar su aptitud para ser juzgado en los juicios de Nuremberg.
En este período, Cameron alcanzó reconocimiento internacional al convertirse en el primer presidente de la Asociación Mundial de Psiquiatría. También presidió las asociaciones de psiquiatría de Estados Unidos y Canadá. Además, formó parte del tribunal médico de Nuremberg entre 1946 y 1947.

## Participación en el Proyecto MKULTRA
Cameron se involucró en los experimentos canadienses del Proyecto MKULTRA, un programa encubierto de la CIA sobre control mental que condujo a la creación del manual de interrogatorios KUBARK.
Cameron residía en Albany, Nueva York, pero viajaba semanalmente a Montreal para llevar a cabo los experimentos en el Allan Memorial Institute de la Universidad McGill.
Entre 1957 y 1964, recibió 69,000 dólares de la CIA para realizar estos experimentos, que incluyeron el uso de LSD, PCP, drogas paralizantes y terapia electroconvulsiva a potencias mucho mayores de lo normal.
Sus experimentos de "conducción psíquica" consistían en inducir a los sujetos a un estado de coma prolongado mediante fármacos, mientras se les reproducían repetidamente grabaciones de ruido o frases simples.
Naomi Klein, en su libro "La doctrina del shock", argumenta que la investigación de Cameron no se centraba en el control mental per se, sino en "diseñar un sistema con base científica para la extracción de información de 'fuentes resistentes'", es decir, tortura.
Klein cita a Alfred W. McCoy, quien afirma que "despojados de sus extraños excesos, los experimentos del Dr. Cameron [...] sentaron las bases científicas para el método de tortura psicológica de la CIA en dos etapas",
Los experimentos de Cameron se llevaron a cabo en pacientes que habían ingresado al instituto por problemas menores, como trastornos de ansiedad y depresión posparto. Muchos de ellos sufrieron secuelas permanentes debido a sus acciones.
Los tratamientos provocaron en las víctimas incontinencia urinaria, amnesia, pérdida del habla, olvido de sus padres y confusión de sus interrogadores con sus padres.
El trabajo de Cameron en este campo fue influenciado por el psiquiatra británico William Sargant, quien realizó experimentos similares en el Hospital Santo Tomás de Londres y el Hospital de Belmont en Surrey, sin el consentimiento de sus pacientes y causando daños a largo plazo.

## Últimos años y legado
Después de abandonar el proyecto MKULTRA en 1964, Cameron regresó a Albany y trabajó como profesor de investigación en la Escuela Médica de Albany y director del Laboratorio de Investigación en Psiquiatría y Envejecimiento en el Hospital de la Administración de Veteranos.
Cameron falleció en 1967 mientras practicaba montañismo. Sus archivos personales fueron destruidos por su familia poco después[cita requerida].
Su participación en el Proyecto MKULTRA y las consecuencias de sus experimentos han generado controversia y debate sobre la ética en la investigación psiquiátrica y la responsabilidad de los profesionales de la salud.